# 狐伯
狐伯（こはく、2001年4月17日 -）は、日本の女性プロレスラー。岡山県岡山市出身。プロレスリングWAVE所属。血液型B型。元リングネームは神童ミコト（しんどう みこと）。本名は岩城華。

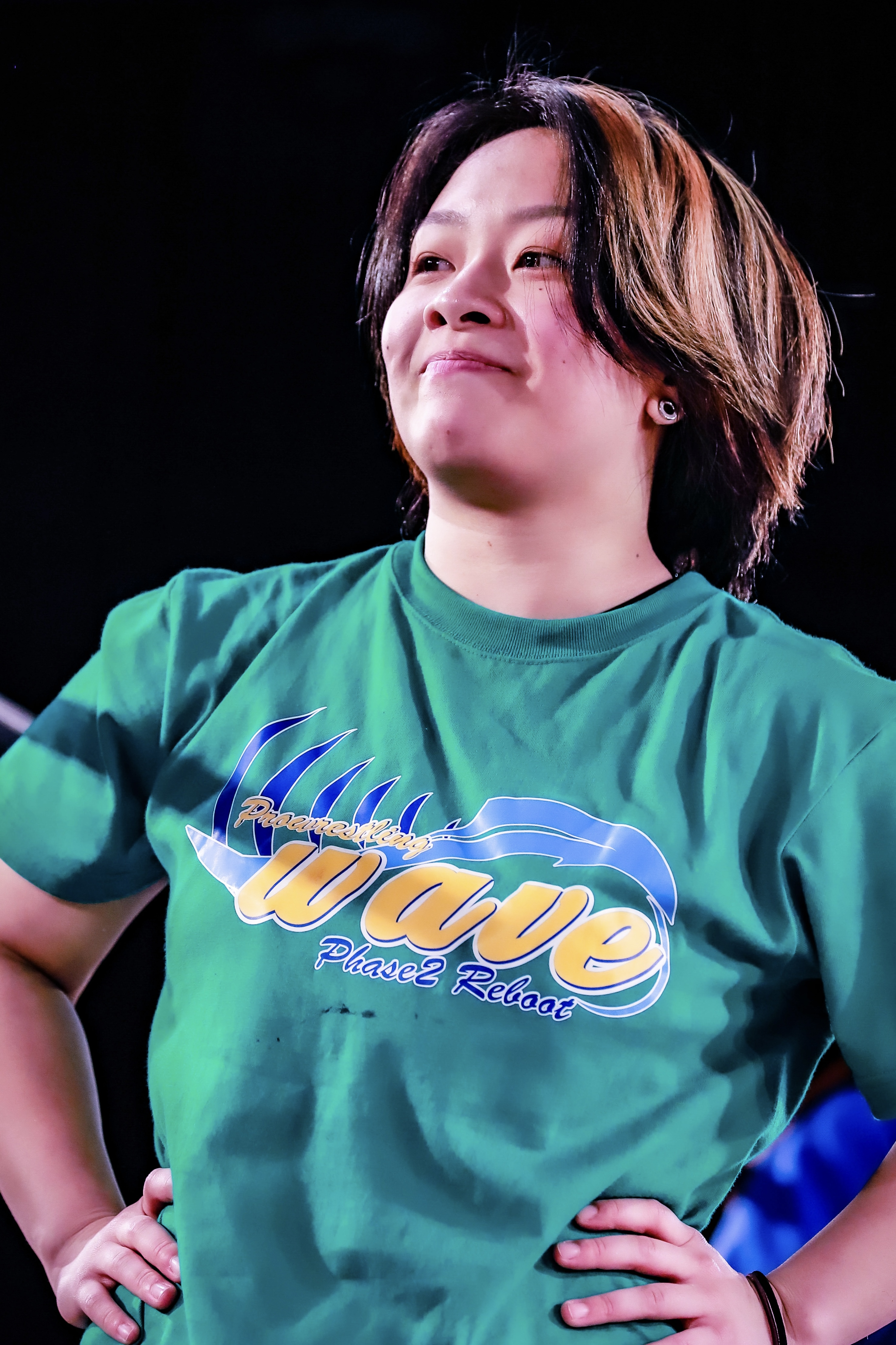
2023.04.02 WAVE新宿FACE大会 狐伯選手

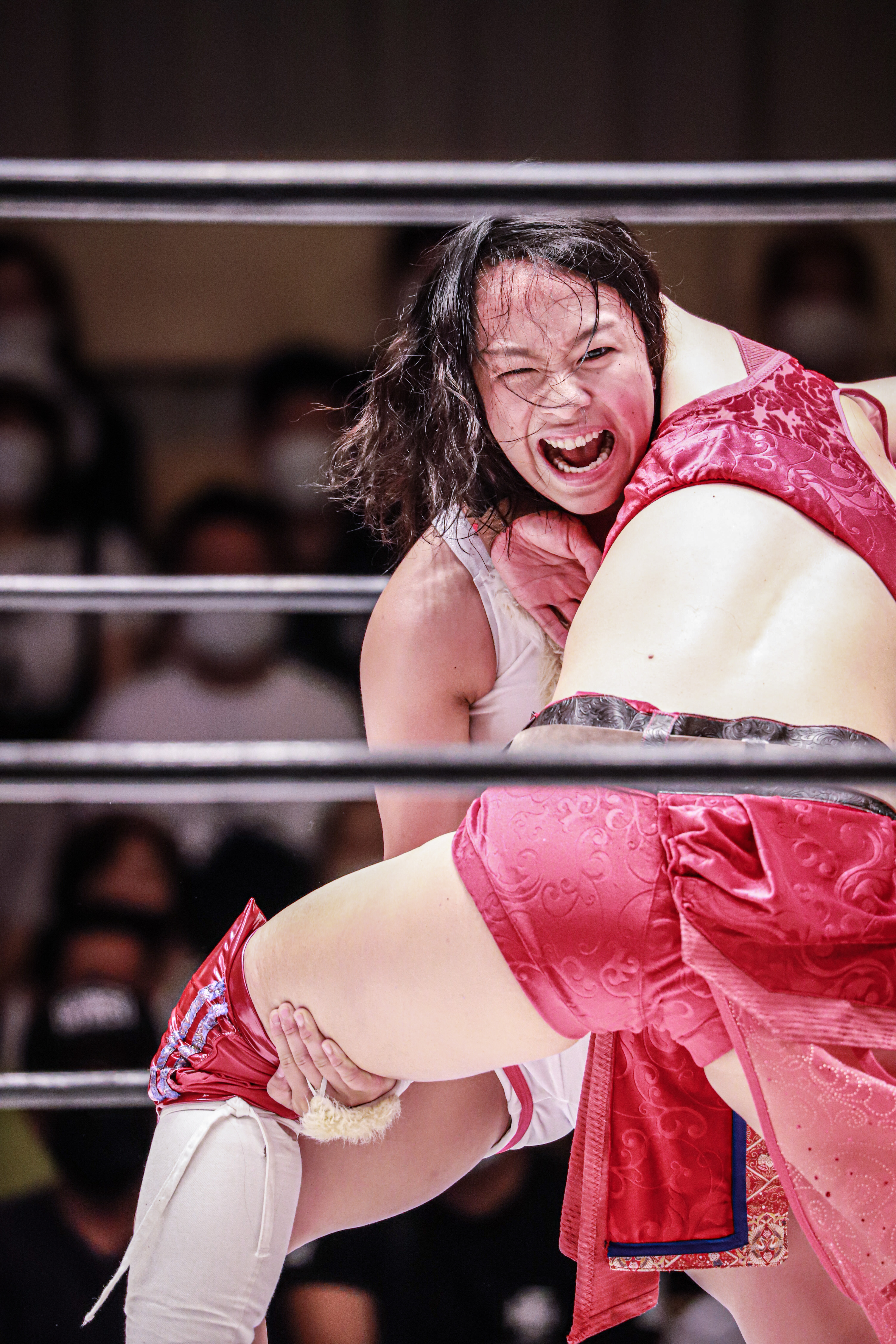
2022.07.17 Catch The Wave 2022 狐伯選手

## 所属
- Marvelous（2018年 - 2021年）
- プロレスリングWAVE（2022年 - ）

## 来歴・戦績
2017年
- 長与千種に憧れ、16歳でMarvelousに入門。

2018年
- 8月8日、Marvelous 後楽園ホール大会における世志琥戦でデビュー。バックフリップで敗れる。

2019年
- 6月8日、センダイガールズプロレスリング 新潟市体育館大会にてセンダイガールズワールドジュニア王座 第4代新王座決定戦を愛海と行い、ジャックナイフ式エビ固めを切り返しての丸め込みで初タイトル奪取。
- 10月13日、センダイガールズプロレスリング 仙台サンプラザホール大会にてセンダイガールズワールドジュニア王座、3度目の防衛戦を行い押さえ込みの末、愛海に敗れ無冠となる。

2021年
- 8月31日をもって、Marvelousを退団[4]。

2022年
- 2月13日、プロレスリングWAVE 後楽園ホール大会に来場し、リングネームを「狐伯（こはく）」に改名した上で、WAVEへの移籍を発表した[5][6]。
- 4月1日、新宿FACEでのNAMI☆1大会において鈴季すず戦で再デビュー。ジャーマン・スープレックスで敗れる。[7]

2023年
- 2月12日、OZアカデミー初参戦（対YAKO選手）

2024年
- 9月14日、スターダムに初参戦

## タイトル歴
プロレスリングWAVE
- 第23代Regina di WAVE王座
- Catch the WAVE 優勝（2025年）

センダイガールズプロレスリング
- 第4代センダイガールズワールドジュニアチャンピオン

OZアカデミー
- 第41代OZアカデミー認定タッグ王座
  - パートナーは倉垣翼

## 得意技
- Fly FOX（旧スワンダイブ式サンセット）
- 直伝WアームT
- A.A

## 入場曲
- うらじゃ